# Challes-les-Eaux
Challes-les-Eaux – miejscowość i gmina we Francji, w regionie Owernia-Rodan-Alpy, w departamencie Sabaudia.
Według danych na rok 1990 gminę zamieszkiwało 2801 osób, a gęstość zaludnienia wynosiła 496 osób/km² (wśród 2880 gmin regionu Rodan-Alpy Challes-les-Eaux plasuje się na 320. miejscu pod względem liczby ludności, natomiast pod względem powierzchni na miejscu 1462.).

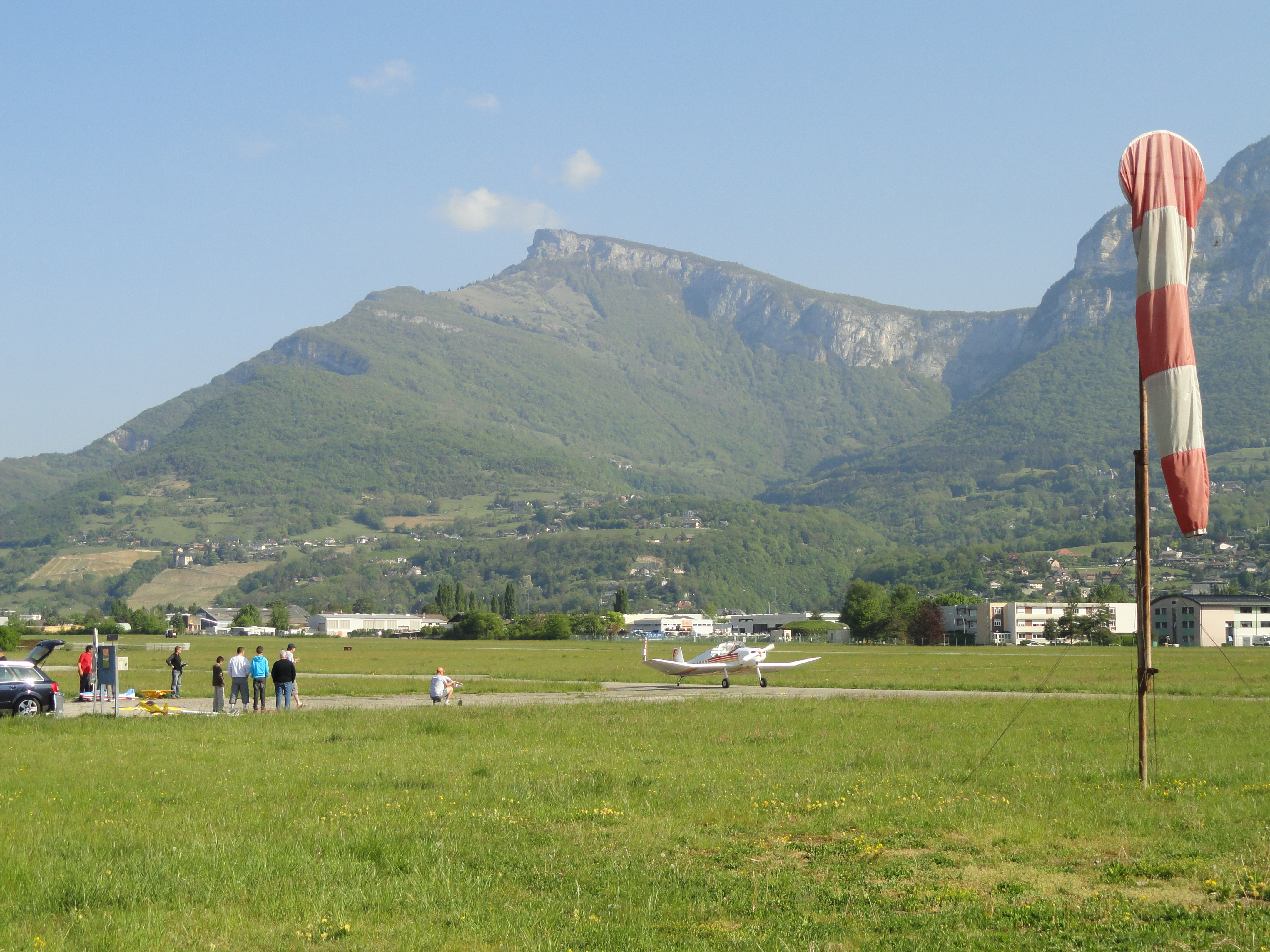
Lotnisko w Challes-les-Eaux, 2011